# Guardería

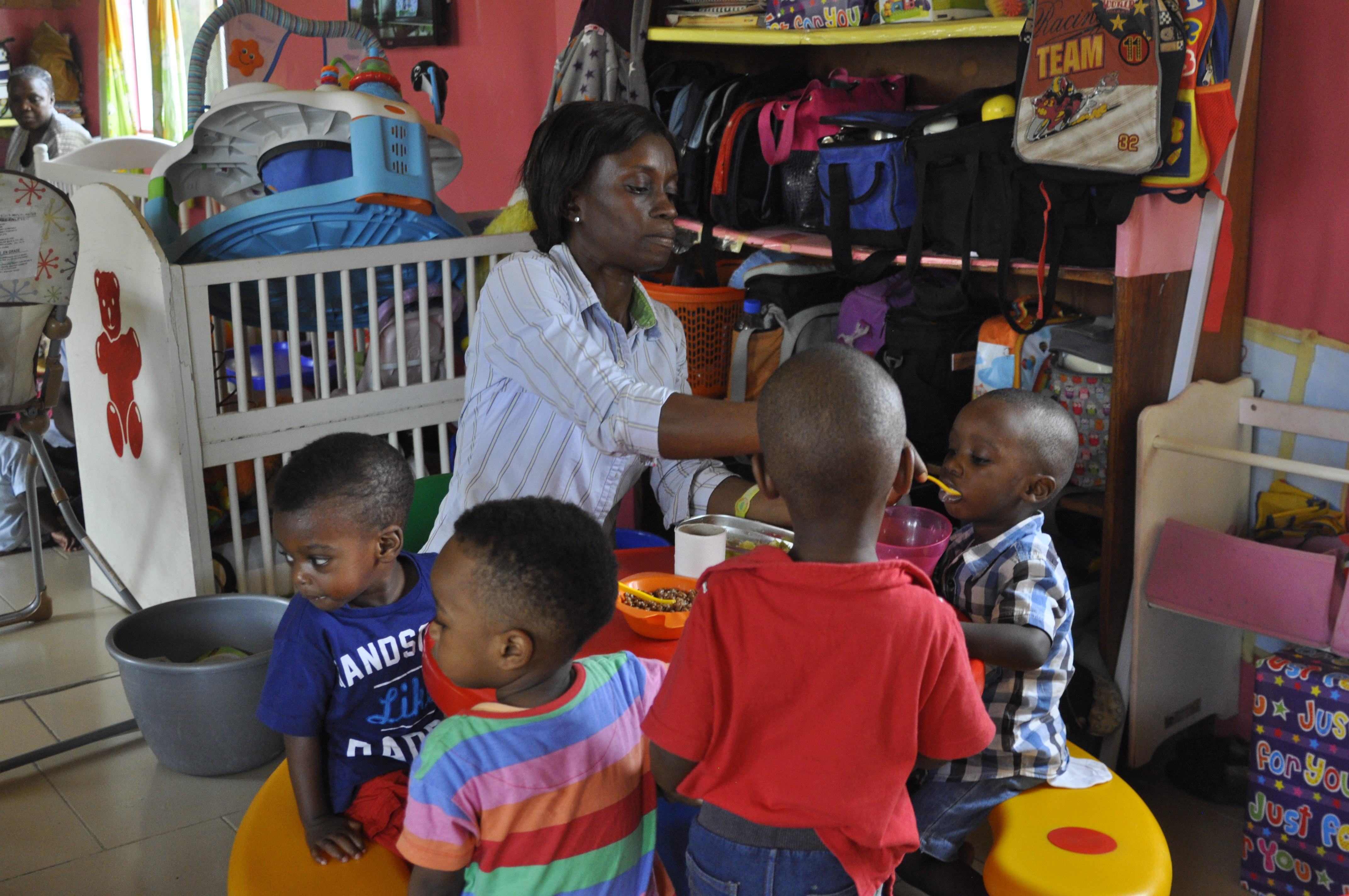
Guardería en Nigeria

La guardería es un establecimiento educativo en donde se cuida y atiende a bebés y niños de corta edad, generalmente entre 0 y 3 años. Puede tener gestión pública, privada o concertada (privada de gestión pública). Los encargados de supervisar a los menores son profesionales en el área de la educación temprana, educación preescolar o educación infantil y su trabajo consiste no solo en supervisar a los niños y proveerles de los cuidados necesarios de su edad, alentarlos a aprender de una manera lúdica mediante la estimulación de sus áreas cognitiva, física y emocional. Estos profesionales organizan el cuidado de los niños para garantizar la integridad física de los niños, supervisan las actividades individuales y grupales.
No siempre es fácil conseguir un lugar vacante y hay que esperar turno, dado que en muchas ciudades la oferta es menor a la demanda o porque estas suelen ser muy costosas. Actualmente los planteles se cuentan con programas educativos y cada vez es mayor la mirada hacia la educación temprana.
Las guarderías no solo deben proveer de servicios de cuidados, sino también servir como primer contacto con los grupos sociales. Es una etapa idónea para mejorar relaciones sociales, lenguaje, conducta, refuerzo físico y psicológico, entre otros. Proveen una gran oportunidad para detectar malos hábitos y maltrato infantil y sirven también a los propósitos de una evaluación temprana de posibles anomalías tanto físicas como del comportamiento.
La guardería no es, conceptualmente, una «escuela infantil»; la diferencia fundamental entre ambas viene constituida por el carácter más asistencial de la primera y más educativo de la segunda.

## Por países

### España
La educación infantil aparece en el sistema educativo español integrada dentro del mismo, como una más de las enseñanzas de dicho sistema, con características propias, ordenación académica, fines y objetivos.
En aquellos países en los que sucede lo anteriormente referido, será más propio, para referirse a los centros que atienden la educación preescolar, utilizar el término de escuela infantil o centro de preescolar o de primera infancia. No obstante, se suele reconocer la existencia de centros que no imparten específicamente educación infantil pero si atienden, de forma regular, población infantil comprendida entre 0 y 3 años. Estos centros no deberán utilizar la denominación de escuela infantil, ni ninguna otra que pueda inducir a error, siendo muy frecuente, en el contexto español, que utilicen el término guardería, o cualquier otro eufemismo, tal como centro de activación, centro lúdico, centro de recursos infantiles, etc. que amplifica el carácter social de este tipo de centros, en detrimento del carácter educativo propio de instituciones contempladas en el sistema educativo del país de referencia.
El carácter educativo de las escuelas de educación infantil viene promovido, en el caso español, desde la propia LEY ORGÁNICA 2/2006, de 3 de mayo, de Educación, al indicar que «el carácter educativo de uno y otro ciclo será recogido por los centros educativos en una propuesta pedagógica». 
Centrándonos en las escuelas infantiles, sobre la base de su titularidad, serán públicas cuando el titular es una administración pública y privadas cuando el titular o titulares sean personas físicas o jurídicas de carácter privado.
Dentro de las escuelas infantiles públicas, según su modelo de gestión, podrán ser de gestión directa o indirecta. Se consideran de gestión directa aquellas escuelas infantiles de titularidad pública gestionadas directamente por el titular con personal propio y dependiente directamente de él. 
Se consideran escuelas infantiles de gestión indirecta aquellas escuelas infantiles de titularidad pública que son gestionadas por personas físicas o jurídicas de carácter privado, sobre la base de unas determinadas condiciones administrativas para la prestación del servicio.
En lo referente a las escuelas infantiles privadas, estas podrán establecer determinados conciertos con la administración o administraciones. Se trata de acuerdos entre partes para la prestación, en determinadas condiciones, de determinados servicios. Es lo que conocemos como centros concertados. Se regirán por el concierto concreto.
Las escuelas infantiles, en el ámbito español, pueden impartir el primer ciclo de educación infantil (de 0 a 3 años), el segundo ciclo (de 3 a 6) o ambos. Están sometidos estos centros al cumplimiento de unos requisitos mínimos, tanto referidos a sus instalaciones, como al número de puestos escolares que pueden acoger, como a la titulación que deben poseer los profesionales que trabajan en dichos centros, como al número de profesionales mínimo que debe tener el centro en función del número de unidades. Tienen que cumplir determinados requisitos relacionados con el ámbito pedagógico, tales como el seguimiento de contenidos de carácter educativo estructurados en referencia con determinados ámbitos de experiencia. Los contenidos educativos los concretará cada centro y adecuará a sus características como parte de la propuesta pedagógica del centro, que tiene carácter obligatorio.
Aquellos centros que atienden a población infantil de 0 a 3 años, pero que no imparten el primer ciclo de educación infantil, es decir, renuncian al carácter educativo y se centran en el ámbito asistencial, no precisan reunir ninguna de las condiciones que la administración educativa impone para las escuelas infantiles. Se ven sometidas al cumplimiento normativo propio de cualquier establecimiento o negocio.
Parece claro que, dadas las circunstancias descritas, cada vez son mayores las diferencias existentes entre el concepto y la práctica de las escuelas infantiles y otros tipos de centros que atienden a la población infantil comprendida entre los 0 y los 3 años. Guardería, centro de activación, centro lúdico, estancia infantil, etc.

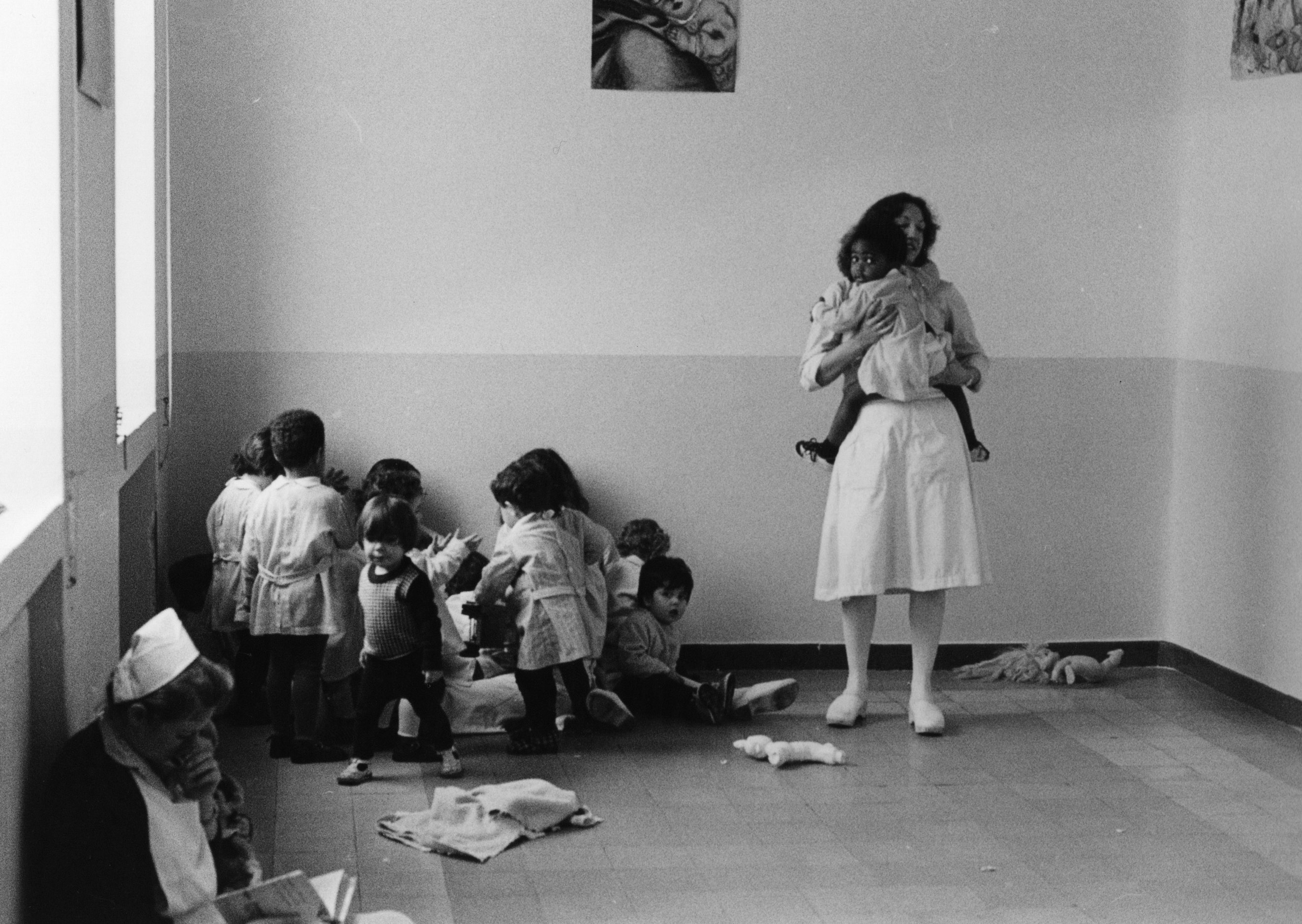

Hoy en día las necesidades han cambiado, obligando a crear otra forma de guardería llamada estancia infantil; en la que se reciben menores a partir de 1 año y se dedica tiempo en construir una rutina elaborada para beneficiar a los mismos, donde pueden tener espacios de recreación, alimentación, lúdicos y descanso. Los menores se integran a un cuidado más personalizado en donde aprenden valores y hábitos.
Con la Ley Orgánica de Educación se vuelve a considerar la Educación Infantil como una etapa educativa de 0 a 6 años. El carácter educativo de cada ciclo se recoge por los centros en una propuesta pedagógica . También se abre la posibilidad de ofrecer únicamente 1 o 2 unidades de primer ciclo.

### México

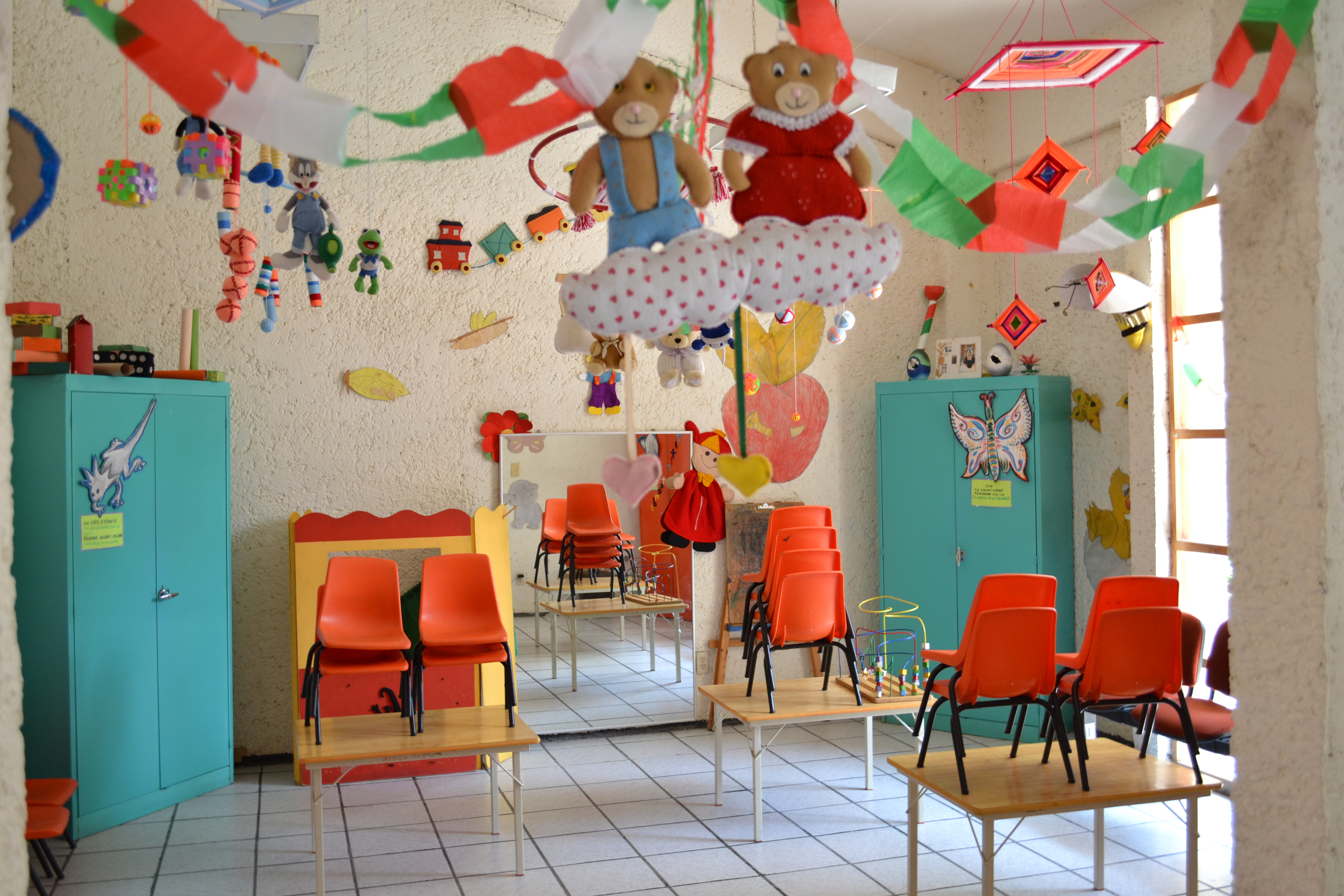
Estancia infantil o guardería de Xochimilco, Ciudad de México

Las guarderías, en México, se encargan del cuidado de menores a partir de los 45 días de nacidos y hasta los 4 años de edad. Actualmente en el sistema educativo de México, las guarderías pueden tener reconocimiento oficial cuando cumplen con los requisitos de instalaciones adecuadas, personal docente y asistencial capacitado, así como los correspondientes permisos de gobierno, lo cual las hace más confiables (existen algunas conocidas como Centros de Desarrollo Infantil «Cendi»). En algunos casos, a estos centros educativos se les otorga una clave para Educación Inicial y otra clave de funcionamiento para Educación Preescolar. Es aconsejable que los padres de familia que estén interesados en este servicio, cotejen y pregunten al personal directivo sobre la Clave de Incorporación. Este dato les permitirá saber a ciencia cierta en donde dejan a sus pequeños y la confiabilidad del establecimiento. 
Por el momento este servicio educativo no se considera dentro de la educación obligatoria y es totalmente voluntaria, por lo que muchos padres deciden no enviar a sus hijos a la guardería. Suelen entrar niños cuyos padres están ocupados o tienen trabajo.
En México, el servicio de guardería forma parte de las prestaciones de seguridad social a madres trabajadoras que proporcionan dependencias gubernamentales como SEP, IMSS, ISSSTE, PEMEX, entre otras. Sin embargo, cuando no se cuenta con este tipo de seguridad social, se cae en la necesidad de financiar el servicio de guardería de forma privada.Pero que como apoyo a las madres es de precio muy accesible y fácil de poder inscribirse a este tipo de servicios.
La existencia de las guarderías se debe principalmente a la cada vez más frecuente incursión de la mujer en la vida laboral. Anteriormente se creía que esto sólo era necesidad de sociedades ubicadas en grandes capitales, sin embargo ya no es prioridad de esta población económicamente activa, actualmente se ven desde las zonas rurales a través de los Cendi Comunitarios hasta los grandes países industrializados como Estados Unidos y China, donde se acostumbra a que tanto la mujer como el hombre trabaje, pero hay más guarderías en América Latina. Dado el abanico de alternativas, las hay con diversos horarios, con servicio de alimento o sin él lo cual permite que los padres elijan entre diversas guarderías con diferentes características y acordes a sus necesidades. En México actualmente se cuenta con uno de los servicios más completos porque se habilitan agentes educativos llamados agentes comunitarios que llegan a las zonas más marginadas y trabajan modelos educativos que resuelven las propias necesidades de la comunidad. Actualmente se está implantando un nuevo modelo educativo que desde varios pilares como son las neurociencia, los derechos de los niños y el vínculo y el apego proporcionan toda una gama de sustentos que hacen único es servicio que se proporciona. Varios estados de la República Mexicana lo están poniendo en práctica entre ellos: Querétaro, Michoacán, Guanajuato, etc. con mucho éxito.
En el Año 2007 se abrió el programa Red de Estancias Infantiles subsidiadas por la SEDESOL, el cual fue creado para el apoyo de madres trabajadoras,  en busca de empleo o que se encuentren estudiando lo que les impide estar al cuidado de sus hijos, el programa busca apoyar hogares con niños de 1 año hasta los 3 años 11 meses o entre 1 año y hasta 5 años 11 meses en caso de niños con alguna discapacidad.
La estancia infantil es un lugar dedicado al cuidado y atención infantil operado por una persona que se desempeña como responsable, esta persona se encuentra capacitada por el DIF Nacional y la SEDESOL. Cada estancia infantil cuenta con asistentes para el cuidado de los niños, estas también debidamente capacitadas. el programa está abierto a la población en general que cumpla con ciertos requisitos.

### Estudios sobre su impacto
Una revisión sistemática de 32 estudios, la mayoría llevados a cabo en países de ingresos bajos y medios, halló que la alimentación complementaria tiene una incidencia pequeña en los resultados nutricionales. Esta es más eficaz en los niños más pequeños y pobres, cuando se les proporcionan dichos alimentos en guarderías o centros de alimentación en vez de que se los lleven a sus hogares; cuando los alimentos complementarios proporcionan mayor energía; y cuando la supervisión del programa es estricta. Asimismo, existe un efecto positivo en el desarrollo psicomotor, aunque no hay evidencia clara sobre su efecto sobre el desarrollo cognitivo.